# メルヴィン・ギラード
メルヴィン・ギラード（Melvin Guillard、1983年3月30日 - ）は、アメリカ合衆国の男性総合格闘家。ルイジアナ州ニューオーリンズ出身。アメリカン・トップチーム所属。

## 来歴
アルフレッド・ボナベル高校時代にレスリング部のコーチから総合格闘技の指南を受ける。 レスリングでは、2002年にルイジアナ州王者になっている。キックボクシングでも活躍しタイトルを2つ獲得した。

### TUF
2005年、リアリティ番組「The Ultimate Fighter」のシーズン2にリッチ・フランクリン率いるチーム・フランクリンのウェルター級選手として参加。エピソード2のエリミネイションバウトでジョシュ・バークマンに敗れシーズンから脱落するも、11月5日のフィナーレではマーカス・デイヴィスにTKO勝ちし、UFCへの継続出場権を獲得した。

### UFC
2006年9月23日、ライト級転向初戦となったUFC 63でゲイブ・ルーディジャーと対戦し、ボディブローでKO勝ちを収めた。
2007年はジョー・スティーブンソン、リッチ・クレメンティ相手に連敗を喫した。スティーブンソン戦後の薬物検査ではコカインの陽性反応が検出され、ネバダ州アスレチック・コミッションから8か月間の出場停止処分と2100ドルの罰金が課せられた。
2008年7月5日、UFC 86でデニス・シヴァーと対戦し、右ストレートをダウンを奪い、追撃のパウンドで開始36秒TKO勝ちし、ノックアウト・オブ・ザ・ナイトを受賞した。
2009年9月16日、UFC Fight Night: Diaz vs. Guillardのメインイベントでネイサン・ディアスと対戦し、ギロチンチョークで一本負け。
2010年2月6日、UFC 109でホニス・トーヘスと対戦し、3-0の判定勝ち。5月29日、UFC 114でウェイロン・ロウと対戦し、ボディへの左膝蹴りでKO勝ち。9月25日、UFC 119でジェレミー・スティーブンスと対戦し、2-1の判定勝ちを収めた。
2011年1月22日、UFC: Fight for the Troops 2でエヴァン・ダナムと対戦し、TKO勝ちを収め4連勝。ノックアウト・オブ・ザ・ナイトを受賞した。試合後はライト級王座への挑戦をアピールした。この試合はケニー・フロリアン欠場を受けての出場となった。
2012年1月、ジャクソンズMMAを離れインペリアル・アスレチックスへ移籍。
2012年8月11日、UFC 150で元同門で友人のドナルド・セラーニと対戦し、右ストレートでプロ初のKO負け。ファイト・オブ・ザ・ナイトを受賞した。
2012年12月29日、UFC 155でジェイミー・ヴァーナーと対戦し、僅差の判定負け。当初は12月15日のThe Ultimate Fighter 16 Finaleで対戦する予定であったが、計量後にヴァーナーが体調不良を訴えたため急遽中止となっている。
2013年3月24日、自身のTwitterで当時在籍していたブラックジリアンズを離脱し、ジャクソンズMMAに復帰する事を宣言したが、ジャクソンズMMAに復帰を拒否された。2010年にアルバカーキで2件の傷害事件を起こした事が懸念材料になったとのこと。
2013年10月26日、UFC Fight Night: Machida vs. Munozでロス・ピアソンと対戦。反則であるグラウンド状態での膝蹴りを当ててしまい、ピアソンは額から出血。試合続行不能とみなされノーコンテストとなった。
2014年3月8日、UFC Fight Night: Gustafsson vs. Manuwaでライト級ランキング14位のマイケル・ジョンソンと対戦し、判定負け。後日、UFCを解雇された。

### WSOF
2014年7月5日、WSOF初参戦となったWSOF 11でJ.Z.カルバンと対戦し、パンチと肘打ちの連打でTKO勝ちを収めた。
2014年11月15日、WSOF 15でジャスティン・ゲイジーと対戦し、1-2の判定負け。当初はライト級タイトルマッチとして予定されていたが、ギラードの体重超過によりノンタイトル戦に変更となった。

### Bellator
2016年7月22日、Bellator 159で薬物検査に失格してカンザス州アスレチック・コミッションから1年間の出場停止処分が下されるも、薬物更生プログラムを受けて出場停止の期間が6ヶ月に短縮された。なお、カンザス州アスレチック・コミッションの規定で薬物名は公表されないがコカイン系の薬物とされている。

### RIZIN
2018年7月29日、RIZIN.11で五味隆典と対戦し、スタンドパンチ連打でKO負け。前日計量でギラードは契約体重を950gオーバーした。なお、試合発表当初は五味の対戦相手としてアンディ・サワーが予定されていたが、サワーのONE移籍に伴いギラードが代役出場することとなった。

## 戦績
| 総合格闘技 戦績 | 総合格闘技 戦績 | 総合格闘技 戦績 | 総合格闘技 戦績 | 総合格闘技 戦績 | 総合格闘技 戦績 | 総合格闘技 戦績 |
| --------------- | --------------- | --------------- | --------------- | --------------- | --------------- | --------------- |
| 58 試合         | (T)KO           | 一本            | 判定            | その他          | 引き分け        | 無効試合        |
| 32 勝           | 21              | 2               | 9               | 0               | 2               | 3               |
| 21 敗           | 6               | 9               | 6               | 0               | 2               | 3               |

| 勝敗 | 対戦相手                   | 試合結果                             | 大会名                                                        | 開催年月日     |
| ×    | 五味隆典                   | 1R 2:23 KO（スタンドパンチ連打）     | RIZIN.11                                                      | 2018年7月29日  |
| ×    | モーリス・ジャクソン       | 2R 1:50 TKO（パウンド）              | SCL 65: Destination                                           | 2018年2月10日  |
| ×    | イスラエル・アデサンヤ     | 1R 4:49 TKO（パンチ連打）            | Australian FC 20 【Australian FCミドル級暫定王座決定戦】      | 2017年7月28日  |
| ×    | ムスリム・サリコフ         | 1R 1:33 KO（スピニングフックキック） | Kunlun Fight MMA 12                                           | 2017年6月1日   |
| ×    | チディ・ヌジョクアニ       | 5分3R終了 判定0-3                    | Bellator 171: Guillard vs. Njokuani                           | 2017年1月27日  |
| －   | デイヴィッド・リッケルズ   | ノーコンテスト（薬物検査失格）       | Bellator 159: Caldwell vs. Taimanglo                          | 2016年7月22日  |
| ×    | デレク・カンポス           | 2R 0:32 KO（スタンドパンチ連打）     | Bellator 149: Shamrock vs. Gracie                             | 2016年2月19日  |
| ×    | ブランドン・ガーツ         | 5分3R終了 判定1-2                    | Bellator 141: Guillard vs. Girtz                              | 2015年8月28日  |
| ×    | ジャスティン・ゲイジー     | 5分3R終了 判定1-2                    | WSOF 15: Branch vs. Okami                                     | 2014年11月15日 |
| ○    | J.Z.カルバン               | 2R 2:36 TKO（スタンドの打撃）        | WSOF 11: Gaethje vs. Newell                                   | 2014年7月5日   |
| ×    | マイケル・ジョンソン       | 5分3R終了 判定0-3                    | UFC Fight Night: Gustafsson vs. Manuwa                        | 2014年3月8日   |
| －   | ロス・ピアソン             | 1R 1:57 ノーコンテスト（反則）       | UFC Fight Night: Machida vs. Munoz                            | 2013年10月26日 |
| ○    | マック・ダンジグ           | 2R 2:47 KO（左フック→パウンド）      | UFC on FOX 8: Johnson vs. Moraga                              | 2013年7月27日  |
| ×    | ジェイミー・ヴァーナー     | 5分3R終了 判定1-2                    | UFC 155: dos Santos vs. Velasquez 2                           | 2012年12月29日 |
| ×    | ドナルド・セラーニ         | 1R 1:16 KO（右ストレート）           | UFC 150: Henderson vs. Edgar 2                                | 2012年8月11日  |
| ○    | ファブリシオ・カモエス     | 5分3R終了 判定3-0                    | UFC 148: Silva vs. Sonnen 2                                   | 2012年7月7日   |
| ×    | ジム・ミラー               | 1R 2:04 チョークスリーパー           | UFC on FX 1: Guillard vs. Miller                              | 2012年1月20日  |
| ×    | ジョー・ローゾン           | 1R 0:47 チョークスリーパー           | UFC 136: Edgar vs. Maynard 3                                  | 2011年10月8日  |
| ○    | シェーン・ローラー         | 1R 2:12 KO（スタンドパンチ連打）     | UFC 132: Cruz vs. Faber                                       | 2011年7月2日   |
| ○    | エヴァン・ダナム           | 1R 2:58 TKO（膝蹴り）                | UFC: Fight for the Troops 2                                   | 2011年1月22日  |
| ○    | ジェレミー・スティーブンス | 5分3R終了 判定2-1                    | UFC 119: Mir vs. Cro Cop                                      | 2010年9月25日  |
| ○    | ウェイロン・ロウ           | 1R 3:28 KO（ボディへの膝蹴り）       | UFC 114: Rampage vs. Evans                                    | 2010年5月29日  |
| ○    | ホニス・トーヘス           | 5分3R終了 判定3-0                    | UFC 109: Relentless                                           | 2010年2月6日   |
| ×    | ネイサン・ディアス         | 2R 2:13 ギロチンチョーク             | UFC Fight Night: Diaz vs. Guillard                            | 2009年9月16日  |
| ○    | グレイゾン・チバウ         | 5分3R終了 判定2-1                    | The Ultimate Fighter: United States vs. United Kingdom Finale | 2009年6月20日  |
| ○    | デニス・シヴァー           | 1R 0:36 TKO（右ストレート→パウンド） | UFC 86: Jackson vs. Griffin                                   | 2008年7月5日   |
| ○    | エリック・リーガン         | 3分3R終了 判定3-0                    | Rage in the Cage 105: Friday Night Fights                     | 2008年3月7日   |
| ×    | リッチ・クレメンティ       | 1R 4:40 チョークスリーパー           | UFC 79: Nemesis                                               | 2007年12月29日 |
| ×    | ジョー・スティーブンソン   | 1R 0:27 フロントチョーク             | UFC Fight Night: Stevenson vs. Guillard                       | 2007年4月5日   |
| ○    | ゲイブ・ルーディジャー     | 2R 1:01 KO（右ボディブロー）         | UFC 63: Hughes vs. Penn                                       | 2006年9月23日  |
| ○    | リック・デイヴィス         | 1R 1:37 KO（右ストレート）           | UFC 60: Hughes vs. Gracie                                     | 2006年5月27日  |
| ×    | ジョシュ・ニアー           | 1R 4:20 三角絞め                     | Ultimate Fight Night 3                                        | 2006年1月16日  |
| ○    | マーカス・デイヴィス       | 2R 2:55 TKO（カット）                | The Ultimate Fighter 2 Finale                                 | 2005年11月5日  |
| －   | ロジャー・ウエルタ         | 5分3R終了 無効試合                   | FFC 14 【ライト級トーナメント 決勝】                          | 2005年3月5日   |
| ○    | ペーテル・カルエヴィチ     | 1R 2:24 TKO（肘打ち）                | FFC 14 【ライト級トーナメント 準決勝】                        | 2005年3月5日   |
| ○    | ダレル・スミス             | 1R 3:07 TKO（パンチ連打）            | FFC 14 【ライト級トーナメント 1回戦】                         | 2005年3月5日   |
| ○    | ロバート・エマーソン       | 5分3R終了 判定2-1                    | Reality Combat Fighting: Cold Hearted                         | 2005年2月19日  |
| ×    | サンチノ・デフランコ       | 1R 2:33 三角絞め                     | ISCF: Domination at the DAC                                   | 2004年11月20日 |
| ○    | ジェイソン・ハザウェイ     | 1R 0:37 TKO（パンチ連打）            | ISCF: Compound Fracture                                       | 2004年10月15日 |
| △    | ラバーン・クラーク         | 5分3R終了 ドロー                     | Reality Combat Fighting: Dual in the Delta                    | 2004年9月25日  |
| ○    | エンジェル・ニエベス       | 5分3R終了 判定3-0                    | FFC 11: Explosion                                             | 2004年9月10日  |
| ×    | ライアン・スタウト         | 1R 2:55 腕ひしぎ十字固め             | Battle of New Orleans 14                                      | 2004年7月10日  |
| △    | リー・キング               | 5分3R終了 ドロー                     | Battle of New Orleans 13                                      | 2004年6月25日  |
| ○    | リッチ・ミラー             | 2R 2:07 TKO（パンチ連打）            | Extreme Challenge 58                                          | 2004年6月11日  |
| ○    | カイル・ブラッドリー       | 1R 4:20 TKO（パンチ連打）            | FFC 9                                                         | 2004年5月14日  |
| ×    | ジェイク・ショート         | 5分3R終了 判定0-3                    | FFC 8                                                         | 2004年3月5日   |
| ×    | カーロ・プラター           | 1R 2:32 フロントチョーク             | FFC 7                                                         | 2003年12月19日 |
| ○    | ジャスティン・ウィーマン   | 2R TKO（パンチ連打）                 | ISCF: Anarchy in August                                       | 2003年8月2日   |
| ○    | カイル・ブラッドリー       | 1R 2:54 アームロック                 | FFC 6: No Love                                                | 2003年7月11日  |
| ○    | ポール・パーセル           | 1R TKO（パンチ連打）                 | Art of War 2                                                  | 2003年6月21日  |
| ○    | ディエゴ・サライバ         | 1R KO（パンチ連打）                  | ISCF: May Madness                                             | 2003年5月21日  |
| ○    | アレックス・クロノフスキー | 1R 1:32 KO（パンチ）                 | Battle of New Orleans 6                                       | 2003年4月26日  |
| ○    | アーロン・ウィリアムズ     | 1R 1:43 TKO（パンチ連打）            | Freestyle Fighting Championships 5                            | 2003年4月25日  |
| ○    | ビクトー・エストラーダ     | 1R 2:04 腕ひしぎ十字固め             | Battle of New Orleans 5                                       | 2003年3月22日  |
| ○    | ロッド・ラミレス           | 2R 0:32 TKO（パンチ連打）            | Battle of New Orleans 4                                       | 2003年2月15日  |
| ○    | ジョー・ジョーダン         | 5分2R終了 判定3-0                    | Battle of New Orleans 3                                       | 2003年1月18日  |
| ○    | ジョナソン・ハーグロダー   | 1R 0:31 KO（パンチ）                 | Battle of New Orleans 2                                       | 2002年12月21日 |
| ○    | カルヴィン・マーティン     | 5分2R終了 判定3-0                    | Battle of New Orleans 1                                       | 2002年11月16日 |

## 表彰
- ブラジリアン柔術 紫帯
- UFC ファイト・オブ・ザ・ナイト（2回）
- UFC ノックアウト・オブ・ザ・ナイト（3回）